# St. John's Episcopal Church (Richmond, Virginia)
St. John's Episcopal Church är den äldsta bevarade kyrkobyggnaden i Virginias huvudstad Richmond. Byggnaden tillhör Episkopalkyrkan i USA. I sin ursprungliga form blev kyrkan färdig den 10 juni 1741. Kyrkan upptogs till National Register of Historic Places den 15 oktober 1966. Redan fem år tidigare hade kyrkan klassificerats som ett National Historic Landmark.

## Bakgrund
Ett viktigt politiskt möte gällande Virginias framtid hölls i kyrkan i mars 1775. En av mötesdeltagarna, Patrick Henry, höll ett eldfängt tal som senare har blivit känt som Give me Liberty, or give me Death! Talet påskyndade USA:s självständighet. George Washington, Thomas Jefferson, Richard Henry Lee och Peyton Randolph fanns med bland de övriga mötesdeltagarna. Kyrkan var den enda byggnaden i Richmond som var tillräckligt stor för ett dylikt möte. Med tanke på koloniguvernören Lord Dunmores närvaro i Williamsburg valde man inte att hålla mötet i Virginias dåvarande huvudstad.
Kyrkan tog skada år 1781 då Benedict Arnold, som var på den brittiska sidan i amerikanska revolutionskriget, inhyste sina trupper i kyrkan. Reparationsarbetet inleddes år 1785 under Edmund Randolph.
Två av Virginias guvernörer ligger begravda på kyrkogården St. John's Churchyard: John Page och James Wood.